# Flint River (Georgia)
Flint River er en flod i delstaten Georgia i USA. Den er 554 kilometer lang og har et afvandingsområde på 21.900 km². Floden har udspring i den sydlige del af Piedmont-regionen, syd for storbyen Atlanta. Den løber mod syd gennem de sydvestlige dele af Georgia og løber sammen med Chattahoochee River i den kunstige sø Lake Seminole, ved grænsen til Florida.